# Jonathan Jackson (ator)
Jonathan Stevens Jackson (Orlando, Flórida, 11 de maio de 1982) é um ator norte-americano.

## Biografia
Jackson fez sua primeira aparição em Férias em Alto Astral, mas seu papel de maior destaque veio em Vivendo na Eternidade, no qual fez o papel do jovem "Jesse Tuck", que pertence a uma família que está presa na eternidade. Embora o filme seja da Disney, não teve uma repercussão muito grande no Brasil. Irmão de Richard Jackson, além de ator, Jonathan já montou uma dupla com o seu irmão cantando Gospel e atualmente possui uma banda chamada Enation, também com seu irmão.

## Filmografia
| Filmes      | Filmes                                  | Filmes                            | Filmes                                  |
| Ano         | Título Original                         | Título (Brasil)                   | Papel                                   |
| ----------- | --------------------------------------- | --------------------------------- | --------------------------------------- |
| 1994        | Camp Nowhere                            | Férias Em Alto Astral             | Morris 'Mud' Himmel                     |
| 1996        | Prisoner of Zenda, Inc.                 | Prisoner of Zenda, Inc.           | Rudy Gatewick / Oliver Gillis (para TV) |
| 1996        | The Legend of the Ruby Silver           | The Legend of the Ruby Silver     | Matt Rainie (para TV)                   |
| 1999        | The Deep End of the Ocean               | Nas Profundezas do Mar Sem Fim    | Vincent Cappadora (aos 16)              |
| 2000        | Trapped in a Purple Haze                | Trapped in a Purple Haze          | Max Hanson (para TV)                    |
| 2000        | True Rights                             | True Rights                       | Charlie Vick                            |
| 2000        | Crystal Clear                           | Crystal Clear                     | Eddie                                   |
| 2001        | Skeletons in the Closet                 | Lembranças Macabras               | Seth                                    |
| 2001        | On the Edge                             | À Beira da Loucura                | Toby                                    |
| 2002        | Insomnia                                | Insônia                           | Randy Stetz                             |
| 2002        | Tuck Everlasting                        | Vivendo Na Eternidade             | Jesse Tuck                              |
| 2004        | Dirty Dancing: Havana Nights            | Dirty Dancing 2: Noites de Havana | James Phelps                            |
| 2004        | Riding the Bullet                       | Montado Na Bala                   | Alan Parker                             |
| 2005        | Venom                                   | Venom                             | Eric                                    |
| 2006        | A Little Thing Called Murder            | A Little Thing Called Murder      | Kenny Kimes (para TV)                   |
| 2010        | Kalamity                                | Kalamity                          | Stanley Keller                          |
| 2024        | Unsung Hero                             | Uma Canção de Gratidão            | Eddie DeGarmo                           |
| Séries      |                                         |                                   |                                         |
| Ano         | Título                                  | Papel                             | Notas                                   |
| 1998        | Boy Meets World                         | Ricky Ferris                      | 2 episódios                             |
| 2001        | Night Visions                           | Devin                             | 1 episódio                              |
| 2003        | The Twilight Zone                       | Martin                            | 1 episódio                              |
| 2008 / 2009 | Terminator: The Sarah Connor Chronicles | Kyle Reese                        | 4 episódios                             |
| 1993 / 2010 | General Hospital                        | Lucky Spencer                     | 67 episódios                            |
| 2012 / 2016 | Nashville (série de televisão)          | Avery Barkley                     | Atualmente                              |